# Udio
Udioは、シンプルなテキストプロンプトに基づいて音楽を生成する生成AIである。ボーカルと楽器演奏を生成することができる。無料のベータ版は2024年4月10日に公開された。ユーザーは月額または年額の有料プランに登録することで、オーディオインペイントなどのより多くの機能を利用できる。

## 歴史
Udioは、CEOのDavid Dingを含むGoogle DeepMindの元研究者4名、Conor Durkan、Charlie Nash、Yaroslav Ganin、そしてAndrew Sanchezによって、Uncharted Labsという名称で2023年12月に設立された。ベンチャーキャピタル企業アンドリーセン・ホロウィッツ、音楽配信会社UnitedMasters、ミュージシャンのウィル・アイ・アム、Tay Keith、コモン、投資家のKevin Wall、Instagram共同創業者のマイク・クリーガー、DeepMind研究者のOriol VinyalsらがUdioに資金提供を行い、シード資金で1000万ドル（以前調達した850万ドルに加えて）の評価額となった。Udioは数ヶ月間の非公開ベータ版を経て、2024年4月10日にUdioのウェブサイトでベータ版として公開された。2024年4月現在、ユーザーは毎月600曲を無料で生成できる。SanchezはUdioを「ミュージシャンが素晴らしい音楽を作り、将来その音楽で収益を上げることを可能にする」ものと表現した。Udioのリリースは、Suno AIやStability Audioなどの他のテキストから音楽への生成ツールのリリースに続くものである。
Udioは、ドレイクとケンドリック・ラマーの確執の文脈で話題になったパロディ楽曲「BBL Drizzy」の作成に使用された。この曲は、Xで2300万回以上の再生回数、SoundCloudで最初の週に330万回のストリーミング再生回数を記録した。
Udioは、インターネット・ミームとなったゲイビデオ男優「野獣先輩」を題材とした楽曲「YAJU&U」の作成に使用された。この曲は2025年4月16日時点でYouTubeにて3000万回以上、ニコニコ動画にて120万回以上の再生回数を誇っている。

## 機能
Udioは、テキストプロンプトに基づいて楽曲を作成する。プロンプトには、ジャンル（Barbershop quartet、カントリー、クラシック、ヒップホップ、ジャーマンポップ、ハードロックなど）、歌詞、ストーリーの方向性、参考にするアーティストなどを含めることができる。歌詞は大規模言語モデル（LLM）を用いて作成されるが、2024年4月現在、音楽そのものの生成プロセスは公開されていない。このプログラムは、プロンプトに基づいて2つの楽曲を生成し、ユーザーはさらにテキストプロンプトを使って楽曲を「リミックス」することができる。楽曲は最初に約30秒の長さで生成され、30秒単位で延長することができる。有料会員は、Audio inpaintingなどの高度な機能を利用できる。

## 反応

### 著作権に関する懸念
Udioの批評家は、Udioの学習に使用されたデータと、そのデータが著作権で保護された音楽で構成されているかどうかについて疑問を呈している。Rolling Stoneは、UdioとSuno AIの両方が著作権で保護された音楽で学習されたと「信じるに足る十分な理由」があると書いた。一方、Ars TechnicaのBenj Edwardsは、その学習データは「著作権で保護された素材で満たされている可能性が高い」と書いた。Udioは、プロンプトが表示されても、著作権で保護された曲を直接再作成することはない。Dingは、Udioには「広範な自動著作権フィルター」があり、同社は「継続的に保護対策を改良している」と述べている。Stability AIはStable Audio 2.0で異なるアプローチを採用し、AudioSparxと呼ばれる明示的にライセンスされた音楽データセットを使用した。
2024年6月、アメリカレコード協会（RIAA）が主導する訴訟が、UdioとSunoに対して起こされた。この訴訟は、著作権で保護された録音物の広範な侵害を主張するもので、両社が著作権で保護された音楽を使用して学習することを禁じ、さらに既に発生した侵害に対して1作品あたり最大15万ドルの損害賠償を求めている。